# Équipe du Kenya féminine de rugby à sept
Cet article traite de l'équipe féminine. Pour l'équipe masculine, voir Équipe du Kenya de rugby à sept.
L'équipe du Kenya féminine de rugby à sept est l'équipe qui représente le Kenya en rugby à sept féminin. Elle participe au tournoi féminin de rugby à sept aux Jeux olympiques d'été de 2016, à Rio de Janeiro.

## Histoire
Aux Rugby Africa Women's Sevens, l'équipe du Kenya est septuple finaliste, en 2012, 2014, 2015, 2016, 2017, 2019, 2023 et 2024. Elle participe notamment aux premiers Jeux olympiques en 2016. Leur préparation est alors confiée à un Français et ancien treiziste, Laurent Garnier, qui occupe la fonction de « Skills Coach ».